# Amédée de Belley
Pour les articles homonymes, voir Belley (homonymie).
Amédée est un comte, probablement de Belley de la seconde moitié du Xe siècle.

## Biographie
Amédée dit de Belley est cité pour la première dans un acte de 977. Il est témoin (Amedei comitis) dans une charte du roi Conrad de Bourgogne approuvant la possession de domaines dans le Diois et le Valentinois par l'abbé de Saint-Chaffre,.

## Origines
Les origines d'Amédée ont intéressé les historiens, notamment en lien avec la dynastie des Humbertiens, à l'origine de la maison de Savoie. 
Les documents, peu nombreux, permettent de construire une généalogie hypothétique. 
Amédée n'est mentionné que dans la seule Charte no CCCXXII, issue du Cartulaire de l’abbaye de Saint-Chaffre du Monastier (977),. Il est mentionné (Amedei comitis) aux côtés du comte Humbert (Eruberti comitis). Certains généalogistes considèrent que les deux hommes soient frères.
Le juriste suisse Édouard Secretan (1867) considérait qu'il était le fils d'Humbert Ier, frère d'Humbert II et père d'Humbert III, à l'origine des Humbertiens.
Dominique Carutti (1884), dans une étude sur le comte Humbert Ier à l'origine de la maison de Savoie, étudie les différents actes régionaux dans lesquels apparaissent les noms d'Amédée et d'Humbert (interprétation anthroponymique). Il établit notamment un lien entre le comte Humbert, de la charte de 977, avec un autre comte, mentionné dans un document daté de 1009. Il propose ainsi, à partir d'hypothèses, qu'Humbert le Vieux (mentionné entre 943-980) soit le père d'Amédée [l'Ancien] (acte 977) et Humbert [de Savoie-Belley] (acte 977). Amédée serait ainsi le père d'Humbert Ier, le comte dit de Savoie.
Une charte de 995 cite aussi ce comte Humbert, laquelle dit que « Humbert et Adélaïde sa sœur, femme du comte Boson et mère du comte Humbert » font une donation de terres à l'abbaye de Cluny. 
Une charte non datée d'Aymon, évêque de Belley, dans laquelle il indique tenir des terres de son père Amédée, a permis à D. Carutti de l'identifier au comte Amédée. Camille Renaux, auteur de l'ouvrage Le comté humbertien de Savoie-Belley (1911) ou plus récemment le médiéviste Laurent Ripart dans un article « Le diocèse de Belley comme foyer de la principauté savoyarde » (2015) donnent aussi l'évêque Aymon comme fils du comte Amédée Ier, fils du comte Humbert.
Ces documents ont donné lieu à des interprétations anthroponymiques :
- Pour expliquer l'association d'Humbert et d'Amédée dans la charte de 977, l'hypothèse a été émise selon laquelle Adélaïde est la femme d'Amédée[2].
- Les prénoms d'Humbert et d'Amédée coexistent au sein des Humbertiens puis de la maison de Savoie, ce qui autorise l'identification entre Humbert, fils d'Adélaïde, et d'Humbert, le fondateur de cette maison. Il en découle de cette hypothèse qu'Amédée est le premier mari d'Adélaïde et le père d'Humbert, Boson étant un second mari[2].

Un manuscrit écrit par d'Hozier en 1675, l’Histoire généalogique de la maison de Savoie précise que « les chartes qui établissent la descendance de la Maison de Savoie des rois de Provence sont dans les Cartulaires de Saint-Maurice à Vienne », ce qui a conduit à faire d'Amédée un descendant des rois de Provence, et de manière plus précise un fils de Charles-Constantin, comte de Vienne et de Thiberge, mais cette affirmation est maintenant mise en doute, les chartes en question n'ayant pas été trouvées dans le Cartulaires de Saint-Maurice. Il existe cependant d'autres hypothèses qui donnent l'origine de la maison de Savoie.

## Arbre généalogique
|                                  |                                  |                                  |                                  |                                  |                                  |  |  |  |  |  |  |          |          |          |          |          |          |         |         |                                     |                                     |                                     |                                     |                                     |                                     |  |  |               |               |               |               |               |               |  |  |  |  |  |  |  |  |  |  |  |  |  |  |  |  |  |  |  |  |  |  |
|                                  |                                  |                                  |                                  |                                  |                                  |  |  |  |  |  |  |          |          |          |          |          |          |         |         |                                     |                                     |                                     |                                     |                                     |                                     |  |  |               |               |               |               |               |               |  |  |  |  |  |  |  |  |  |  |  |  |  |  |  |  |  |  |  |  |  |  |
|                                  |                                  |                                  |                                  |                                  |                                  |  |  |  |  |  |  |          |          |          |          |          |          |         |         |                                     |                                     |                                     |                                     |                                     |                                     |  |  |               |               |               |               |               |               |  |  |  |  |  |  |  |  |  |  |  |  |  |  |  |  |  |  |  |  |  |  |
| Amedée comte (de Belley)         | Amedée comte (de Belley)         | Amedée comte (de Belley)         | Amedée comte (de Belley)         | Amedée comte (de Belley)         | Amedée comte (de Belley)         |  |  |  |  |  |  | Adélaïde | Adélaïde | Adélaïde | Adélaïde | Adélaïde | Adélaïde |         |         | Boson comte                         | Boson comte                         | Boson comte                         | Boson comte                         | Boson comte                         | Boson comte                         |  |  | Humbert comte | Humbert comte | Humbert comte | Humbert comte | Humbert comte | Humbert comte |  |  |  |  |  |  |  |  |  |  |  |  |  |  |  |  |  |  |  |  |  |  |
| Amedée comte (de Belley)         | Amedée comte (de Belley)         | Amedée comte (de Belley)         | Amedée comte (de Belley)         | Amedée comte (de Belley)         | Amedée comte (de Belley)         |  |  |  |  |  |  | Adélaïde | Adélaïde | Adélaïde | Adélaïde | Adélaïde | Adélaïde |         |         | Boson comte                         | Boson comte                         | Boson comte                         | Boson comte                         | Boson comte                         | Boson comte                         |  |  | Humbert comte | Humbert comte | Humbert comte | Humbert comte | Humbert comte | Humbert comte |  |  |  |  |  |  |  |  |  |  |  |  |  |  |  |  |  |  |  |  |  |  |
|                                  |                                  |                                  |                                  |                                  |                                  |  |  |  |  |  |  |          |          |          |          |          |          |         |         |                                     |                                     |                                     |                                     |                                     |                                     |  |  |               |               |               |               |               |               |  |  |  |  |  |  |  |  |  |  |  |  |  |  |  |  |  |  |  |  |  |  |
|                                  |                                  |                                  |                                  |                                  |                                  |  |  |  |  |  |  |          |          |          |          |          |          |         |         |                                     |                                     |                                     |                                     |                                     |                                     |  |  |               |               |               |               |               |               |  |  |  |  |  |  |  |  |  |  |  |  |  |  |  |  |  |  |  |  |  |  |
| Aymon évêque de Belley 1032-1050 | Aymon évêque de Belley 1032-1050 | Aymon évêque de Belley 1032-1050 | Aymon évêque de Belley 1032-1050 | Aymon évêque de Belley 1032-1050 | Aymon évêque de Belley 1032-1050 |  |  |  |  |  |  | Humbert  | Humbert  | Humbert  | Humbert  | Humbert  | Humbert  | <= ? => | <= ? => | Humbert comte en Maurienne († 1047) | Humbert comte en Maurienne († 1047) | Humbert comte en Maurienne († 1047) | Humbert comte en Maurienne († 1047) | Humbert comte en Maurienne († 1047) | Humbert comte en Maurienne († 1047) |  |  |               |               |               |               |               |               |  |  |  |  |  |  |  |  |  |  |  |  |  |  |  |  |  |  |  |  |  |  |
| Aymon évêque de Belley 1032-1050 | Aymon évêque de Belley 1032-1050 | Aymon évêque de Belley 1032-1050 | Aymon évêque de Belley 1032-1050 | Aymon évêque de Belley 1032-1050 | Aymon évêque de Belley 1032-1050 |  |  |  |  |  |  | Humbert  | Humbert  | Humbert  | Humbert  | Humbert  | Humbert  | <= ? => | <= ? => | Humbert comte en Maurienne († 1047) | Humbert comte en Maurienne († 1047) | Humbert comte en Maurienne († 1047) | Humbert comte en Maurienne († 1047) | Humbert comte en Maurienne († 1047) | Humbert comte en Maurienne († 1047) |  |  |               |               |               |               |               |               |  |  |  |  |  |  |  |  |  |  |  |  |  |  |  |  |  |  |  |  |  |  |
|                                  |                                  |                                  |                                  |                                  |                                  |  |  |  |  |  |  |          |          |          |          |          |          |         |         | Humbertiens (Maison de Savoie)      |                                     |                                     |                                     |                                     |                                     |  |  |               |               |               |               |               |               |  |  |  |  |  |  |  |  |  |  |  |  |  |  |  |  |  |  |  |  |  |  |